# Heinz Bennent
Heinz Bennent, all'anagrafe Heinrich August Bennent (Atsch, 18 luglio 1921 – Pully, 12 ottobre 2011), è stato un attore tedesco con cittadinanza svizzera, che in quasi settant'anni di carriera fu interprete di circa 150 diversi ruoli tra cinema, teatro e televisione.
Tra cinema e televisione, partecipò - dalla seconda metà degli anni cinquanta in poi - a circa un centinaio di produzioni (non solo tedesche, ma anche francesi, tanto da essere stato spesso più popolare in Francia che in patria), lavorando con registi quali Ingmar Bergman, Rainer Werner Fassbinder, Hans W. Geißendörfer, François Truffaut, Volker Schlöndorff e Andrzej Żuławski. e con attori quali Mario Adorf, David Carradine, Bruno Cremer, Catherine Deneuve, Isabelle Adjani, Sam Neill, Gérard Depardieu, Mel Ferrer, Klaus Kinski, Jutta Lampe, Michel Piccoli e Lino Ventura.
A livello internazionale lo si ricorda in particolare per il ruolo dell'amante di Anna (Isabelle Adjani) nel cult movie Possession (1981). Tra le sue interpretazioni più note figurano quelle nella serie televisiva Der Anwalt, nei film Il tamburo di latta (1979) e L'ultimo metrò (1980). Era inoltre un volto noto al pubblico per aver partecipato a vari episodi di serie televisive quali Tatort e L'ispettore Derrick. Padre degli attori Anne Bennent e David Bennent, lavorò nei teatri di Amburgo, Berlino, Karlsruhe, Losanna, Monaco di Baviera e Stoccarda, interpretando soprattutto personaggi enigmatici o emarginati dalla società.

## Biografia
(Heinz Bennent in un'intervista rilasciata a Der Spiegel)
Heinrich August Bennent era nato ad Atsch (ora frazione del comune di Stolberg), nella regione urbana di Aquisgrana (Renania Settentrionale-Vestfalia) il 18 luglio 1921, sesto figlio di un ragioniere. Da adolescente, frequenta il gymnasium fino alla seconda classe e viene escluso dalla gioventù hitleriana per il suo carattere indisciplinato. Nel 1940 viene arruolato nelle file del personale di terra della Luftwaffe. Al termine della seconda guerra mondiale, studia recitazione a Gottinga, dapprima sotto la guida di Karl Meixner e poi sotto quella di Felix Emmel.
Fa il proprio esordio a teatro nel 1947 a Karlsruhe, recitando nel Don Carlos di Friedrich Schiller. Negli anni successivi (1947-1963), lavora nei teatri di Amburgo, Basilea, Bochum, Bonn, Colonia, Darmstadt, Hannover, Norimberga e Stoccarda. Nel frattempo, nel 1959, esordisce anche sul grande schermo, interpretando il ruolo di Walter Wichert nel film Arzt aus der Leidenschaft. All'inizio degli anni settanta, si trasferisce in Svizzera. Nel 1979 recita al fianco del figlio David nel film di Volker Schlöndorff Il tamburo di latta, tratto dall'omonimo romanzo di Günter Grass.
L'anno successivo, è tra gli interpreti del film di François Truffaut L'ultimo metrò, dove recita al fianco di Catherine Deneuve e Gérard Depardieu. L'interpretazione gli vale la nomination al Premio César 1981 come miglior attore non protagonista. A partire da allora, recita prevalentemente in produzioni francesi. Nel 1981 recita nel ruolo del protagonista nella miniserie televisiva, diretta dal regista polacco Theodor Kotulla, Il caso Maurizius. Tra la metà degli anni settanta e la metà degli anni ottanta, recita anche in cinque episodi della serie televisiva L'ispettore Derrick. Nel 1995 inizia una lunga tournée teatrale assieme al figlio David, recitando in lingua francese e in lingua tedesca in un pezzo di Samuel Beckett.

### Morte
Heinz Bennent muore nella sua casa di Pully, nei dintorni di Losanna, il 12 ottobre 2011 a dieci mesi dalla morte della moglie, all'età di 90 anni. La notizia viene comunicata alla stampa dal Renaissance Theater di Berlino.

## Filmografia parziale

### Cinema
- Arzt aus Leidenschaft (1959)
- Madame Pompadour (1960)
- Femminilità (Un femme fatale), regia di Jacques Doniol-Valcroze (1974)
- L'affare della Sezione Speciale (Section spéciale), regia di Costa-Gavras (1975)
- Il caso Katharina Blum (Die verlorene Ehre der Katharina Blum), regia di Volker Schlöndorff e Margarethe von Trotta (1975)
- L'undicesimo comandamento (Das Netz), regia di Manfred Purzer (1975)
- Lettere a Emanuelle (Néa) (1976)
- L'uovo del serpente (The Serpent's Egg), regia di Ingmar Bergman (1977)
- Obiettivo Brass (Brass Target) (1978)
- Germania in autunno (1978)
- Il tamburo di latta, regia di Volker Schlöndorff (1979)
- Chiaro di donna (Clair de femme) (1979)
- Sorelle - L'equilibrio della felicità (Schwestern oder Die Balance des Glücks), regia di Margarethe von Trotta (1979)
- Lulù, regia di Walerian Borowczyk (1980)
- L'ultimo metrò (Le dernier métro), regia di François Truffaut (1980)
- Possession, regia di Andrzej Żuławski (1981)
- Alzati spia (Espion, lève-toi), regia di Yves Boisset (1982)
- L'amour des femmes (1982)
- Via degli specchi, regia di Giovanna Gagliardo (1983)
- Sarah (1983)
- La morte di Mario Ricci (La mort de Mario Ricci), regia di Claude Goretta (1983)
- Le Transfuge, regia di Philippe Lefebvre (1985)
- Im Jahr der Schildkröte (1989)
- Plaisir d'amour (1991)
- Je m'appelle Victor (1993)
- Elles ne pensent qu'à ça... (1994)
- Una donna francese (Une femme française) (1995)
- Tár úr steini (1995)
- Jonas et Lila, à demain, regia di Alain Tanner (1999)
- Kalt ist der Abendhauch (2000)

### Televisione
- Die Fahrt ins Blaue (1956)
- Der Teufel ist los (1961)
- Freiheit im Dezember (1966)
- Ein Haus aus lauter Liebe - film TV (1966)
- Die Frau des Fotografen oder Die große Liebe (1967)
- Nur der Freiheit gehört unser Leben (1969)
- Tatort - serie TV, 3 episodi (1969-1976)
- Im Kreis (1970)
- Der Kommissar - serie TV, 2 episodi (1972-1973)
- Die Eltern (1974)
- L'ispettore Derrick (Derrick) - serie TV, 5 episodi (1975-1985)
- Die Verwandlung (1975)
- Der Anwalt - serie TV, 13 episodi (1976)
- Un mondo di marionette (Aus dem Leben der Marionetten), regia di Ingmar Bergman (1980)
- Il caso Maurizius (Der Fall Maurizius) - miniserie TV, regia di Theodor Kotulla (1981)
- Der Snob (1984)
- Le due croci, regia di Silvio Maestranzi (1988)
- Il commissario Maigret (Maigret) - serie TV, episodio 4x01 (1994)
- Endspiel (1996)
- Bruder Esel - serie TV, 1 episodio (1996)
- Princesse Marie (2004)

## Riconoscimenti
- Premio César
  - 1981 – Candidatura al miglior attore non protagonista per L'ultimo metrò[19]

- Deutscher Filmpreis
  - 1989 – Miglior attore protagonista per Im Jahr der Schildkröte

## Doppiatori italiani
- Sergio Graziani in L'uovo del serpente
- Oreste Lionello in L'ultimo metrò
- Romano Ghini in Un mondo di marionette
- Dante Biagioni in Possession
- Enzo Consoli in La morte di Mario Ricci
- Romano Malaspina in Possession (2° ridoppiaggio)